# Elbasan
Elbasan (albansko Elbasani ali Elbasan) je mesto in občina v osrednji Albaniji ter glavno mesto istoimenskega okrožja, ki stoji ob bregu reke Škumbin. Z 78.703 prebivalci (po popisu leta 2011) je tretje največje mesto v državi. S svojo lego ob robu rodovitne planjave v osrednji Albaniji je center trgovanja s kmetijskimi pridelki, v njem pa se nahajajo tudi obrati za predelavo lesa in proizvodnjo cementa, mila ter olivnega olja. Železnica in cesta ga povezujeta z Dračem na obali. Nekoč je v Elbasanu obratoval tudi velik metalurški kompleks, ki je bil do propada leta 1992 največji industrijski obrat v državi. Zaradi pomanjkljivih standardov je hudo onesnaževal okolico in reko Škumbin, posledice česar so na tem območju občutne še danes.
Največja znamenitost mesta je osmanska utrdba iz 15. stoletja z ohranjenim delom obzidja na mestu še starejšega bizantinskega kastruma, ki ga je dal obnoviti sultan Mehmed II.

## Zgodovina
Ozemlje, kjer danes stoji Elbasan, je bilo prvič poseljeno v času Bizantinskega cesarstva kot vojaška postojanka na poti Via Egnatia, ki je predstavljala pomembno povezavo z zahodnim delom države. Takrat je bila prvič zgrajena utrdba (kastrum), dovolj velika za nastanitev cele legije, kateri je Via Egnatia predstavljala dekuman. Zraslo je naselje, takrat imenovano Scampinus (na antičnih zemljevidih, kot je Tabula Peutingeriana, tudi Scampis ali Hiscampis). V burnih stoletjih, ki so sledila, je bilo porušeno in opuščeno.
Ozemlje so leta 1466 osvojili Osmani. Mehmed II. je dal obnoviti antični kastrum kot bazo za osvajalske pohode v sosednja ozemlja. S svojo strateško lego je kraj takrat postal trgovsko središče in se razširil izven zidov utrdbe (predvsem proti jugu), notranji del pa je predstavljal jedro z upravnimi, vojaškimi in drugimi poslopji, med njimi velikim javnim kopališčem in mošejo. Kasneje je bilo zgrajenih še več mošej, ki so predstavljale poselitvena središča in v 17. stoletju, ko se je osmanska politika do religije nekoliko omilila, tudi krščanska cerkev z okoliško krščansko sosesko na severu. Osmani so spremenili geometrično pravilen ulični načrt iz rimskih časov s kaotično zavitimi ulicami, značilnimi zanje. Zaznamovala jih je množica rokodelskih delavnic in gostiln.